# نظام غذائي في الهندوسية
النظام غذائي في الهندوسية يختلف في تقاليده المتنوعة.حيث لا تحظر النصوص الهندوسية القديمة والوسطى بشكل صريح تناول اللحوم، لكنها توصي بشدة بأهيمة (Ahimsa) وهي عدم استخدام العنف ضد جميع أشكال الحياة بما في ذلك الحيوانات. كثير من الهندوس يفضلون أسلوب الحياة النباتية أو يمتنعون عن المنتجات الحيوانية عدا منتجات الالبان، ويستخدمون طرق لإنتاج الطعام تتزامن مع الطبيعة اى انها رحيمة، وتحترم أشكال الحياة الأخرى وكذلك الطبيعة.
غالبًا ما يتضمن النظام الغذائي للهندوس البيض أو السمك أو اللحم. وفي حال شمل ذلك، فأن الهندوس يفضلون أسلوب الجاكاتا (الموت السريع) لأن الهندوس يعتقدون أن هذه الطريقة تقلل من الصدمة والمعاناة للحيوان.
تصف النصوص الهندوسية القديمة كل الخليقة كسلسلة غذائية واسعة، والكون كدورة طعام عملاقة.
يتجنب المتسولين الهندوس سانياسن (sannyasin) إعداد طعامهم الخاص، ويعتمدون إما على التسول على بقايا الطعام أو حصاد البذور والفاكهة من الغابات، حيث يقلل ذلك من الضرر المحتمل لأشكال الحياة الأخرى والطبيعة.

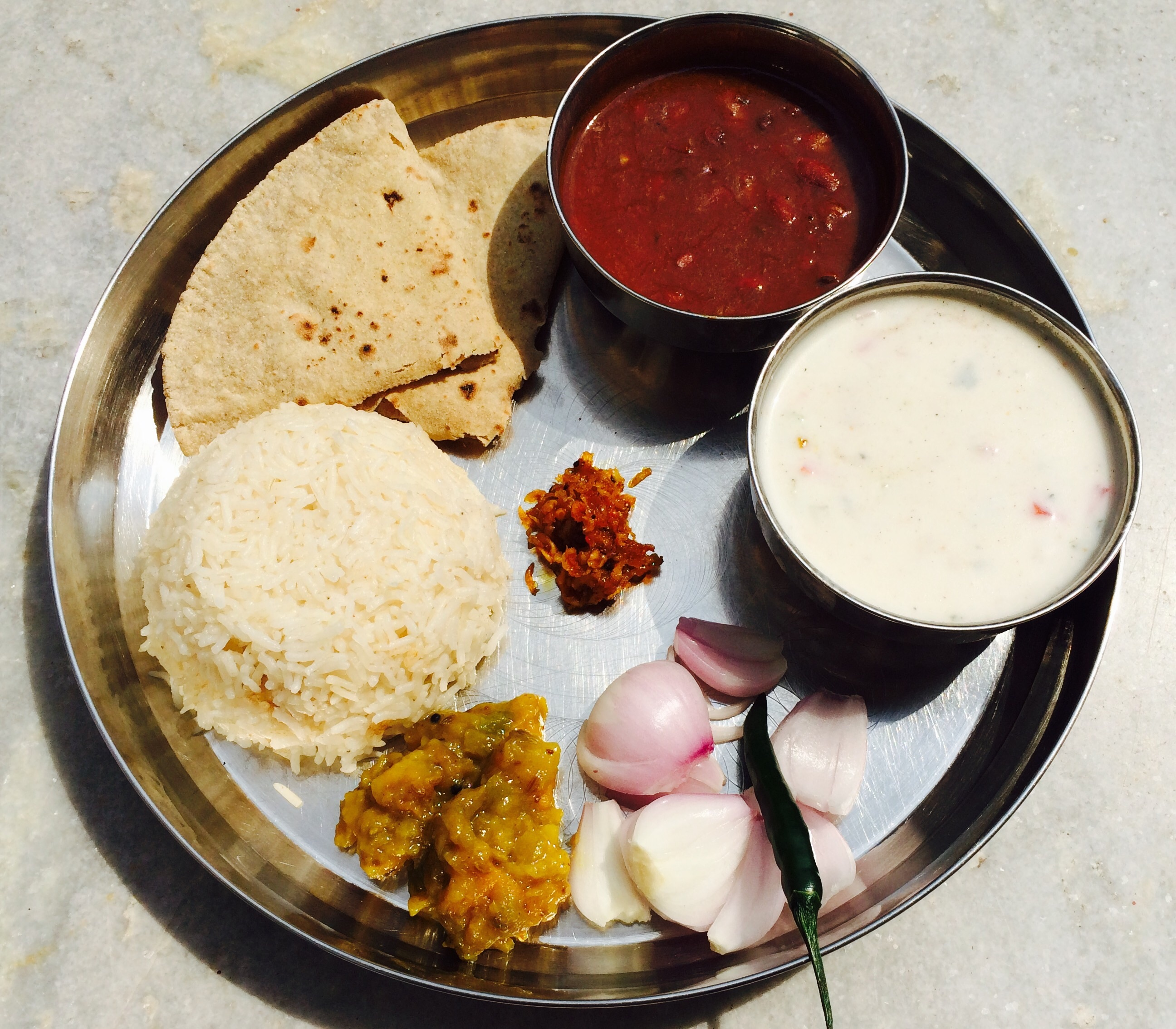
وجبات هندوسية

## الغذاء والاخلاق
الهندوسية لا تحظر أكل اللحوم، لكنها توصي بقوة بمنعها فهم يتبعون مفهوم اللاعنف ضد جميع أشكال الحياة بما في ذلك الحيوانات. ونتيجة لذلك، يفضل العديد من الهندوس أسلوب الحياة النباتي، وطرق لإنتاج الطعام تتناغم مع الطبيعة، ورحيمة للكائنات الحية، وتحترم أشكال الحياة الأخرى وكذلك الطبيعة.